# Алиева, Байжат Акбулатовна
Байжа́т Акбула́товна Али́ева — советский и российский философ и религиовед, специалист по исламской философии. Доктор философских наук, профессор. Одна из авторов «Атеистического словаря».

## Биография
В 1979 году в МГУ имени М. В. Ломоносова защитила диссертацию на соискание учёной степени доктора философских наук по теме «Проблема соотношения веры и разума в современной мусульманской теологии и философии».
Профессор и заведующая (с 1975 года) кафедрой марксистско-ленинской философии Дагестанского государственного педагогического университета.

## Научные труды

### Монографии
- Алиева Б. А. Вера и разум. — Махачкала: Дагестанское книжное издательство, 1972. — 175 с.
- Алиева Б. А. Теория двойственной истины / Акад. обществ. наук при ЦК КПСС. Ин-т науч. атеизма. — М.: Мысль, 1972. — 128 с.
- Алиева Б. А. Ислам и наука: К критике концепции соотношения знания и веры. — Махачкала: Дагестанское книжное издательство, 1978. — 118 с.
- Алиева Б. А. Некоторые вопросы эволюции современного ислама. — М. : о-во "Знание" РСФСР, 1979. — 37 с. (В помощь лектору. / О-во "Знание" РСФСР, Науч.- метод. совет по пропаганде науч. атеизма).
- Алиева Б. А. Современный ислам и наука. — М.: Знание, 1981. — 64 с. (Новое в жизни, науке, технике. Научный атеизм; № 3/1981).
- Алиева Б. А. Вера или знание?: Проблема соотношения веры и разума в мусульманской философии. — Махачкала: Дагестанское книжное издательство, 1988. — 127 с.
- Алиева Б. А. Система семейного воспитания народов Дагестана: эволюция, современность и перспективы. — Пятигорск: Изд-во ПГЛУ, 2006. — 276 с. ISBN 5-89966-554-8

### Статьи
- Алиева Б. А. Теория двойственной истины и метод предметного разграничения в современной теологии // Наука и теология в XX веке: (Критика теологических концепций науки). Сборник статей. / Под ред. В. И. Гараджи и А. Д. Сухова. — М.: Мысль, 1972. — С. 193—205. — 213 с.
- Алиева Б. А. Интерпретация социально-нравственных аспектов науки в мусульманской мысли // Актуальные проблемы критики религии и формирования атеистического мировоззрения: (межвузовский научно-тематический сборник) / редкол.: М. В. Вагабов (отв. ред.), Б. А. Алиева, Г. Б. Абдуллаев. — Махачкала: Дагест. гос. ун-т им. В. И. Ленина, 1982. — С. 77—88. — 160 с.